# 马修·布里顿
马修·布里顿（英語：Matthew Brittain，1987年5月5日—），南非男子赛艇运动员。他曾代表南非参加2012年夏季奥林匹克运动会赛艇比赛，获得男子轻量级四人单桨无舵手金牌。